# اویلر-له-فورژ
اویلر-له-فورژ (به فرانسوی: Auvillers-les-Forges) یک کمون در فرانسه است که در canton of Signy-le-Petit واقع شده‌است. اویلر-له-فورژ ۸٫۱۹ کیلومتر مربع مساحت دارد ۲۹۰ متر بالاتر از سطح دریا واقع شده‌است.